# Рагале (Фојница)
Рагале је насељено место у Босни и Херцеговини у општини Фојница. Административно припада Федерацији Босне и Херцеговине, односно њеном Средњобосанском кантону. Према попису становништва из 2013. у насељу је било 334 становника, а већинску популацију чинили су Бошњаци.

## Становништво
По последњем службеном попису становништва из 2013. године у овом насељу живело је 334 становника, а село је било етнички хетерогено са већинском бошњачком популацијом.
| Националност | 2013. | 1991.        | 1981.        | 1971.        |
| Бошњаци      | —     | 429 (79,59%) | 376 (85,26%) | 304 (79,17%) |
| Хрвати       | —     | 93 (17,25%)  | 64 (14,51%)  | 79 (20,57%)  |
| Југословени  | —     | 16 (2,97%)   | 1 (0,23%)    | 0            |
| остали       | —     | 1 (0,18%)    | 0            | 1 (0,26%)    |
| Укупно       | 334   | 539          | 441          | 384          |